# Alonso Zamora
Alonso René Zamora Barrera (Guadalajara, 7 novembre 1991) è un calciatore messicano, difensore svincolato.

## Caratteristiche tecniche
È un terzino destro.

## Palmarès

### Club

#### Competizioni nazionali
- Campionato messicano: 1

Tigres UANL: Apertura 2015